# Ruhakana Rugunda
Ruhakana Rugunda (Kabale, 1947. november 7. –) ugandai politikus, aki 2014 szeptember 18. óta Uganda miniszterelnöke. Eredeti foglalkozása orvos. Korábban, 1994 és 1996 között külügy, majd 2003 és 2009 között belügy, később 2013-tól miniszterelnöki kinevezéséig egészségügyi miniszter. Ezenkívül az ENSZ állandó tagja volt 2009 és 2011 között.
Miniszterelnöknek 2014 szeptember 18.-án nevezték ki. Elődje Amama Mbabazi, akit menesztettek állásából.

## Tanulmányai
Rugunda 1947 november 7.-én született a délnyugat-ugandai Kabale városában. Fiatal korában gyakran olvasott újságot édesapjának, Surumani Rugundának, és így tanult meg olvasni és megnőtt a politika iránti érdeklődése is. Alapfokú oktatásban a helyi iskolában részesült. Később, érettségije után Uganda legjobb színvonalú felsőoktatási intézményébe járt, a Makerere Egyetem Egészségügyi Iskolájába járt. Ezenkívül a Zambiai Egyetemre is járt és ott orvosi (Bachelor of Medicine) valamint sebészeti diplomát (Bachelor of Surgery) szerzett. Mielőtt Uganda politikai életében részt vett volna, tisztiorvosként dolgozott Lusakában, Nairobiban és belgyógyászként Washingtonban.

## Politikai karrierje
Miközben a Makerere Egyetemen tanulmányait végezte, gyakran hívták Ndugunak (szuahéliül barát), ugyanis az Ugandai Diákok Nemzeti Uniója (National Union of Students of Uganda) nevű egyesület elnöke volt, amely nagyban függött az adott politikai hatalomtól. Fiatal politikai aktivistaként Rugunda csatlakozott az akkor éppen kormányzó Ugandai Népi Kongresszushoz. Elmondása szerint közeli kapcsolatba került az akkori elnökkel Milton Obotéval. Azon kevés emberek közé tartozott, akik Obote szerint a jövőben vezető politikusok lesznek. Később Obote sajnálatát fejezte ki azzal kapcsolatban, hogy Rugunda közeli kapcsolatba került a Yoweri Museveni-féle Nemzeti Ellenállási Mozgalommal.
1985-ben találkozott a Nemzeti Ellenállási Mozgalom vezetőivel a kelet-ausztriai Unterolberndorfban, és kidolgozták a párt programját.
Miután 1986-ban Yoweri Museveni átvette a hatalmat, nagyon sokféle miniszteri állást betöltött. Kezdetben egészségügyi miniszter volt 1986 és 1988 között, majd foglalkoztatásért, kommunikációért és közlekedésért felelős miniszter lett 1988 és 1994 között. 1994 és 1996 külügy-, majd 2001-től 2003-ig környezetvédelmi és vízügyi miniszter lett. Hat éven át, 2003 és 2009 közt belügyminiszter, majd 2009-től miniszterelnöki kinevezéséig újra egészségügyi miniszteri pozíciót töltött be.
2009 januárjában kijelölték Uganda állandó képviselőjének az ENSZ-ben. Ezalatt a poszt  értéke megemelkedett, miniszteri szintet kapott.

## Magánélete
Rugunda házas, Jocelyn Rugunda az élettársa, akivel közösen négy gyermeket nevelnek, vallásuk protestáns. Szabadidejében szeret olvasni, sakkozni, vagy teniszezni.